# Ave Maria (filme)
Ave Maria é um filme de drama de 2015, dirigido por Basil Khalil e escrito por Basil Khalil e Daniel Yáñez Khalil. O curta conta a história de um grupo de freiras que vive na Cisjordânia. Ele foi indicado ao Oscar de melhor curta-metragem em 2016.